# Denig Stadium
Le Denig Stadium est un stade de Nauru situé dans l'océan Pacifique, au nord-est de l'Australie.

## Caractéristiques
Le Denig Stadium est situé dans le district de Denigomodu. D'une capacité de 1 000 spectateurs, il peut accueillir des manifestations sportives variées.